# Sint-Bernarduskerk (Made)

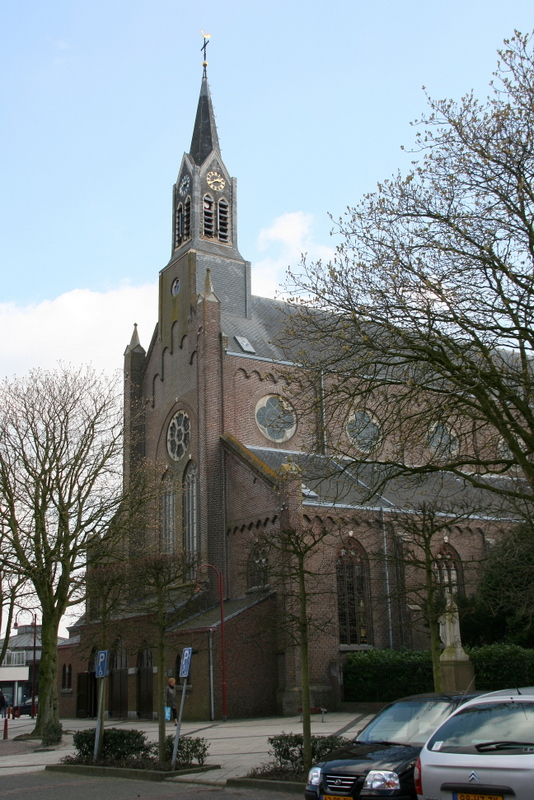
Sint-Bernarduskerk

De Sint-Bernarduskerk is de parochiekerk van de tot de Noord-Brabantse gemeente Drimmelen behorende plaats Made, gelegen aan de Kerkstraat 8.

## Geschiedenis
In 1511 werd een aan Onze-Lieve-Vrouw gewijde kapel in gebruik genomen. Dit was een filiaalkerk van de kerk van Geertruidenberg en hij werd bediend vanuit het kapittel van deze kerk. De kapel werd later toegewijd aan Sint-Adrianus. Vanaf 1589 werd het uitoefenen van de katholieke godsdienst verboden, en in 1648 werd de kapel definitief protestants. Wel mochten de katholieken nog op het bijbehorende kerkhof worden begraven.
Vanaf 1671 mochten de katholieken beschikken over een schuurkerk die gewijd was aan Bernardus van Clairvaux. Deze kerk brandde in 1795 af.
Men mocht een nieuwe kerk bouwen, eveneens aan Bernardus gewijd, en deze werd in 1796 in gebruik genomen. Deze kerk stond aan de huidige Kerkstraat. In hetzelfde jaar kregen de katholieken, zijnde de grootste bevolkingsgroep, hun filiaalkerk weer terug zodat ze nu over twee kerken beschikten wat er feitelijk één teveel was. In 1804 werd de filiaalkerk daarom weer verkocht aan de protestanten, zie hervormde kerk. Tot 1855 werden de katholieken nog steeds op de begraafplaats van de filiaalkerk begraven totdat zij een eigen katholieke begraafplaats openden. Ook mochten de katholieken de klok van de -nu protestantse- kerk blijven gebruiken want de katholieke kerk had nu eenmaal geen klok.
Het aantal katholieken nam toe en een nieuwe kerk werd noodzakelijk bevonden. Dit zou een neogotisch kerkgebouw worden, ontworpen door Jan Verheijen. In 1871 werd deze kerk in gebruik genomen. De in het plan opgenomen toren werd echter nooit gebouwd vanwege geldgebrek. De fundamenten ervan waren echter al gestort. In plaats van een echte toren kwam er een bescheiden daktorentje.
In 1937 werd het portaal met drie ingangen gebouwd. Het interieur werd meermaals gewijzigd.
Nadat het kerkbezoek sterk was verminderd moest de kerk worden verkocht aan een projectontwikkelaar. Dit geschiedde in 2016. In 2022 werd de kerk onttrokken aan de eredienst en omgebouwd tot een sociaal-cultureel centrum, De Bernardus genaamd. Dit werd in 2024 geopend.

## Gebouw
Het betreft een bakstenen  kruisbasiliek met driezijdig afgesloten koor en een bescheiden geveltorentje dat grotendeels met leien is bedekt.